# یواس‌اس اس-۳۸ (اس‌اس-۱۴۳)
یواس‌اس اس-۳۸ (اس‌اس-۱۴۳) (به انگلیسی: USS S-38 (SS-143)) یک زیردریایی بود که طول آن ۲۱۱ فوت (۶۴ متر) بود. این زیردریایی در سال ۱۹۱۹ ساخته شد.